# Аттельвиль
Аттельвиль (нем. Attelwil) — населённый пункт в Швейцарии, входит в состав коммуны Райтнау округа Цофинген в кантоне Аргау.
Население составляет 298 человек (на 31 декабря 2007 года).
До 2018 года был самостоятельной коммуной (официальный код — 4272). 1 января 2019 года присоединён к коммуне Райтнау.